# هينا بانشال
هينا بانشال (بالإنجليزية: Heena Panchal)‏ ممثلة سينمائية هندية تشتهر بأعمالها في الأفلام الهندية والماراثية. اشتهرت بأغنيتها "Balam Bambai" و "Bevda Bevda Zalo Mi Tight". في عام 2019، شاركت في Bigg Boss Marathi. منذ فبراير 2020، شاركت في مسلسل تلفزيون الواقع المواعدة موجه شادي كاروج.

## وصلات خارجية
- هينا بانشال على موقع IMDb (الإنجليزية)
- هينا بانشال على موقع قاعدة بيانات الفيلم (الإنجليزية)
- هينا بانشال على موقع كينوبويسك (الروسية)